# 8819 Chrisbondi
8819 Chrisbondi este un asteroid din centura principală, descoperit pe 14 septembrie 1985, de H. Debehogne.